# Bernard Buffet
Bernard Buffet (n. 10 iulie 1928, Paris, Île-de-France, Franța – d. 4 octombrie 1999, Tourtour, Provence-Alpes-Côte d'Azur, Franța) a fost un pictor, gravor și sculptor francez.
A realizat o operă variată și vastă, stilul său fiind exclusiv figurativ. Artistul s-a bucurat de o popularitate mondială la începutul carierei sale, dar mai târziu a fost evitat de experții în artă.
În prezent, există un interes reînnoit pentru opera lui Bernard Buffet. Lucrările sale pot fi văzute în colecțiile celor mai importante muzee din lume, inclusiv în Musée d'Art Moderne de Paris, Tate⁠(d) și Muzeul de Artă Modernă.

## Biografie
Bernard Buffet s-a născut în 1928. Provenea dintr-o familie din clasa de mijloc cu rădăcini în nordul și vestul Franței. Și-a petrecut copilăria la Paris. Mama sa îl ducea adesea la Muzeul Luvru, unde s-a familiarizat cu lucrările pictorilor realiști, precum Gustave Courbet. Este posibil ca acest lucru să-i fi influențat stilul. În 1955, a pictat o lucrare care aducea un omagiu operei Le Sommeil a lui Courbet.
Bernard Buffet a fost elev la Liceul Carnot în timpul ocupației naziste a Parisului. El a mers la cursurile de desen seara, în ciuda orei de stingere impuse de autoritățile naziste. A studiat apoi arta la École Nationale Supérieure des Beaux-Arts (Școala Națională de Arte Frumoase) și a lucrat în atelierul pictorului Eugène Narbonne⁠(d). Printre colegii săi de clasă s-au numărat Maurice Boitel și Louis Vuillermoz. A cunoscut-o pe pictorița franceză Marie-Thérèse Auffray⁠(d) și a fost influențat de lucrările acesteia.
Mama lui Buffet, Blanche, a murit de cancer la sân în 1945. Buffet, care avea atunci vârsta de șaptesprezece ani, a fost devastat sufletește. Pierderea mamei sale la o vârstă fragedă a rămas o sursă de melancolie de-a lungul întregii sale vieți.
Susținut de negustorul de tablouri Maurice Garnier, Buffet a realizat lucrări religioase, peisaje, portrete și naturi moarte. În 1946, primul său tablou, un autoportret, a fost expus la Salon des Moins de Trente Ans, la Galerie Beaux-Arts. A avut cel puțin o expoziție majoră în fiecare an. Buffet a ilustrat „Les Chants de Maldoror” scris de contele de Lautréamont în 1952. În 1955, a primit premiul întâi din partea revistei Connaissance des Arts, care îi numea pe cei mai buni zece artiști postbelici. În 1958, la vârsta de 30 de ani, a avut loc prima retrospectivă a operei sale la Galerie Charpentier.
Pierre Bergé⁠(d) a fost iubitul lui Buffet până când Bergé l-a părăsit pe Buffet pentru Yves Saint-Laurent.

Bernard Buffet în studioul său din Tourtour, Franța (1989) Credit: Danielle Buffet

La 12 decembrie 1958, Buffet s-a căsătorit cu scriitoarea și actrița Annabel Schwob. Au avut trei copii. Fiica Virginie s-a născut în 1962, fiica Danielle în 1963 și fiul Nicolas s-a născut în 1973. Bernard Buffet a fost numit „Cavaler al Legiunii de Onoare” în 1973.
La 23 noiembrie 1973, a fost fondat Muzeul Bernard Buffet de către Kiichiro Okano, în Surugadaira, Japonia.
La cererea administrației poștale franceze în 1978, a desenat un timbru care înfățișează Institut et le Pont des Arts - cu această ocazie, Muzeul Poștei a organizat o retrospectivă a lucrărilor sale.
Buffet a creat peste 8.000 de tablouri și multe imprimeuri.
Buffet s-a sinucis la domiciliul său din Tourtour, sudul Franței, pe 4 octombrie 1999. Suferea de boala Parkinson și nu mai putea munci. Poliția a declarat că Buffet a murit în jurul orei 16.00, după ce și-a băgat capul într-o pungă de plastic legată în jurul gâtului cu bandă adezivă.
Popularitatea operei lui Buffet, precum și nivelul de atenție mediatică asupra stilului său de viață au fost destul de ridicate în anii 1950 și 1960. Deși a continuat să picteze pe tot parcursul vieții sale, a existat o anumită scădere a interesului pentru lucrările sale în ultimele decenii ale secolului al XX-lea, în special în Franța. Acest declin al popularității a fost parțial influențat de căderea sa în dizgrație în rândul experților francezi în domeniul artei, al căror sprijin și interes s-a îndepărtat de arta figurativă.
În secolul al XXI-lea a existat un nou val de interes pentru activitatea lui Buffet, cu câteva expoziții de succes în Franța și în întreaga lume. În 2016, autorul britanic Nicholas Foulkes⁠(d) a publicat Bernard Buffet: The Invention of the Modern Mega-Artist, în care oferă o relatare biografică controversată a vieții și operei lui Buffet.

## Expoziții tematice (selecție)
- 1952 La Passion du Christ
- 1954 Horreur de la Guerre
- 1958 Jeanne d'Arc
- 1961 Portretele lui Annabel
- 1962 La Chapelle de Château l'Arc
- 1965 Les ecorches
- 1967 La corrida
- 1971 Les Folles
- 1977 L'enfer de Dante
- 1978 Revoluția Franceză
- 1989 Vingt mille lieues sous les mers
- 1991 Suveniruri d'Italie
- 1991 New York
- 1992 Les Clowns Musiciens
- 1992 Sankt-Petersburg
- 1993 L'Empire ou les plaisirs de la guerre
- 1993 Promenada Provencale
- 1995 Sept peches capitaux
- 1996 Pekin
- 1998 La maison
- 1999 Mes Singes
- 2000 La mort

## Premii
- 1947 Membru al Salon d'Automne⁠(d)
- 1947 Membru al Société des Artistes Indépendants⁠(d)
- 1948 co-beneficiar al Prix de la Critique alături de Bernard Lorjou⁠(d)
- 1950 Prix Puvis de Chavannes
- 1955 Premiul I al Revistei Connaissance
- 1973 Ofițer al Legiunii de Onoare
- 1974 Membru al Académie des Beaux-Arts⁠(d)

## Colecții (selecție)
- ARTAX, Düsseldorf
- Muzeul de Artă Boca Raton
- Ca la Ghironda, Bologna
- Kunstmuseum Walter, Augsburg
- Muzeul de artă modernă din Lille, Villeneuve d'Ascq
- Muzeul de Artă Contemporană, Skopje
- Galeria Națională de Artă Străină, Sofia
- Galeria Națională a Canadei, Ottawa
- Muzeul Național de Artă de Vest, Tokyo
- Muzeul de Artă din Tampere
- Galeria Tate, Londra
- Galeria Wellside, Seul
- Colecția Alexandre de Bothuri, Palm Beach, SUA „Le Clown Jaune” 1955